# Río Torote
El Torote es un río de España, afluente del Henares, de escaso caudal de aguas, bastante fluctuante. En el estío, debido al abusivo aprovechamiento de sus aguas, puede llegar a secarse.

## Curso

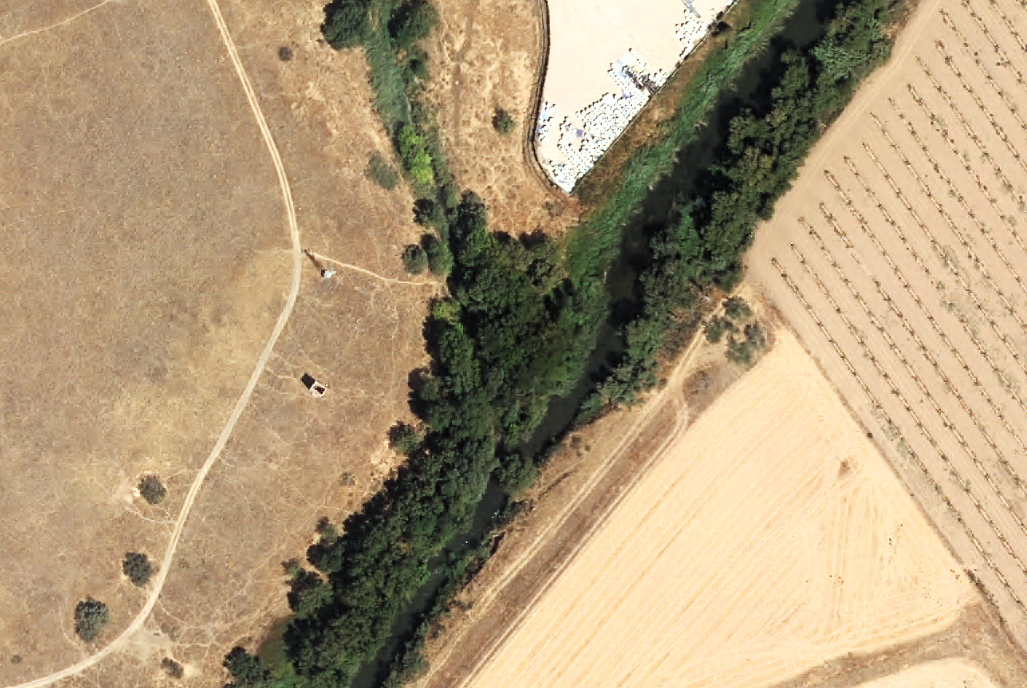
Desembocadura del río Torote en el río Henares (vista aérea).

Nace entre Matarrubia y Fuentelahiguera de Albatages, provincia de Guadalajara, atravesando a continuación los términos municipales de Galápagos y Torrejón del Rey (ambos de Guadalajara). Penetra en la Comunidad de Madrid, entre los términos municipales de Ribatejada y Valdeavero, haciendo en este caso de frontera natural entre ambos términos. Después, atraviesa Fresno de Torote y Daganzo de Arriba. Tiene su desembocadura en Alcalá de Henares, tras haber atravesado los terrenos vedados de la Base Aérea de Torrejón. Alcanza un recorrido de 43,85 kilómetros.

## El río Torote en la literatura
- A pesar de no ser más que un modesto afluente del Henares, dio nombre a la batalla de Torote (1441) y aparece en La vida del Buscón de Francisco de Quevedo, obra clave de la novela picaresca del Siglo de Oro español.

"Íbame entreteniendo por el camino considerando en estas cosas, cuando, pasado Torote, encontré con un hombre en un macho de albarda, el cual iba hablando entre sí con muy gran priesa, y tan embebecido, que, aún estando a su lado, no me veía. Saludéle, y saludóme; preguntéle dónde iba, y después que nos pagamos las respuestas, comenzamos a tratar de si bajaba el turco y de las fuerzas del Rey..."
Francisco de Quevedo, en Historia de la vida del buscón, capítulo VIII, pág.52: Espasa Calpe,  Madrid, 1967.

- Se nombra, así mismo, en la comedia de Lope de Vega El rústico del cielo.

"...Llegado habemos, a fe,

al buen hermano Torote;

no habemos dado mal trote..."
Lope de Vega, en El rústico del cielo, 1623.

- También aparece en el Romance de Guadalajara que el poeta leonés Leopoldo Panero dedicó a Ramón de Garciasol, natural de Humanes.

"Se apagan en el silencio

largos caminos de guerra

Jidrueque, Torote, sombras

de espada en la tierra muerta."
Leopoldo Panero, Obras completas, 1973.

- Igualmente se cita el río Torote, junto a uno de sus afluentes, el Albatajar, en una de las décimas de "Donde el Mundo se llama Guadalajara" (2015) ISBN 978-84-15537-84-7 del poeta Juan Pablo Mañueco

"Y el otro es el río Torote 

que por el norte se le aviene

con toda el agua que almacene 

por alcor que, en Campiña, flote.

Juntos se van hacia el Quijote

o, por lo menos, a Cervantes:

en aguas de Alcalá de Henares

las gotas de los encinares

arriban como dos amantes,

Torote, Albatajar, dual dote."

Juan Pablo Mañueco, Donde el Mundo se llama Guadalajara, 2015.